# Heterosignum hashimotoi
Heterosignum hashimotoi är en kräftdjursart som beskrevs av Michitaka Shimomura 2009. Heterosignum hashimotoi ingår i släktet Heterosignum och familjen Paramunnidae. Inga underarter finns listade i Catalogue of Life.